# Cuello uterino
El cuello uterino o cérvix uterino es la porción fibromuscular inferior del útero que se proyecta dentro de la vagina, y es un componente anatómico exclusivo del aparato reproductor de las hembras biológicas de varias especies animales. Es el extremo final y estrecho del útero (matriz) que conecta el útero y la vagina (canal del parto). 
Externamente, está revestido por células escamosas estratificadas. Mide aproximadamente 2.5 a 3.5 centímetros (1 a 1.3 pulgadas) de largo. La función del cuello uterino es la apertura del útero hacia la vagina que permite el paso de la sangre menstrual y que los espermatozoides ingresen al útero, luego hacia las trompas de Falopio para fertilizar el óvulo. Asimismo, secreta líquido que puede promover o inhibir la entrada de esperma en el útero, según la etapa del ciclo menstrual. Por otra parte, antes del embarazo, el cuello del útero está cerrado y es firme, pero durante el embarazo mantiene el útero cerrado, protegido y se dilata durante el trabajo de parto para permitir que pase el bebé.  El momento del ciclo menstrual de las mujeres, controlado por las hormonas que se secretan, también puede afectar en la fisiología del cérvix. El moco cervical, producido en las criptas cervicales (se encuentran en el revestimiento del cuello uterino), se utiliza en varios métodos de conocimiento de la fertilidad, como el modelo Creighton y el método Billings, debido a sus cambios de consistencia a lo largo del periodo menstrual. El estradiol secretado durante la ovulación induce cambios en el cérvix que actúan facilitando la posible entrada de espermatozoides. Además, el cuello uterino contiene un cúmulo de ácido hialurónico, el cual hace de filtro para que solo los espermatozoides más móviles puedan pasar. 
Por otra parte, el procedimiento médico destinado a la exploración del cuello del útero es la colposcopia. A través de un colposcopio, éste está constituido por lentes de diversos aumentos e incorpora una fuente de luz.  Este tipo de exploración permite estudiar el tipo de epitelio y la vascularización del mismo, así como lesiones que pudieran existir. También, es útil para identificar visualmente zonas del epitelio del cuello del útero que pudieran presentar alguna alteración. Estas alteraciones son muy variadas. Es especialmente útil para identificar zonas que, por las imágenes anormales que se ven, puede alojar debajo alteraciones en la estructura de las células.

## Características

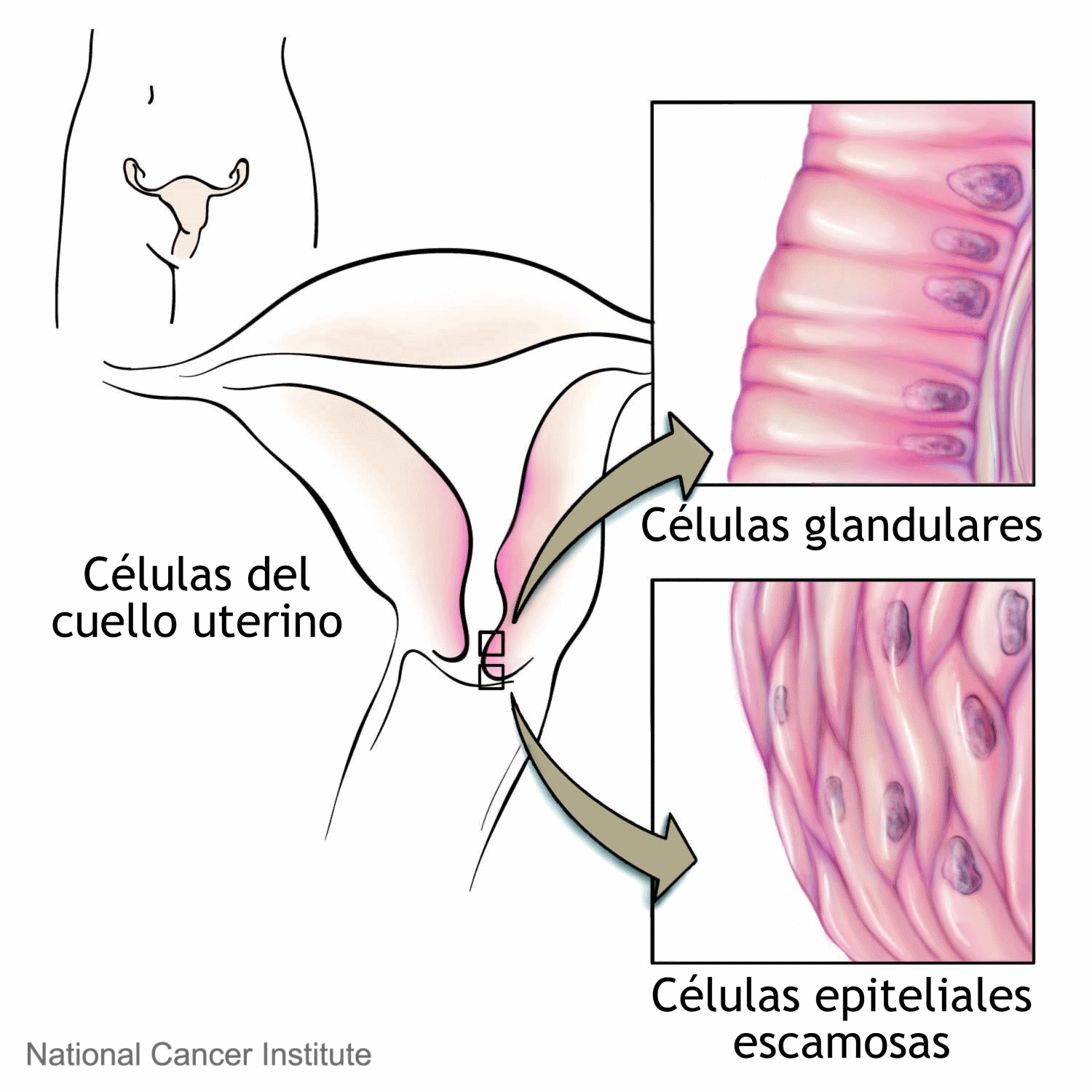
Ubicación del cuello uterino en el cuerpo junto con una vista más detallada del cuello uterino. Un recuadro ampliado muestra las células epiteliales glandulares y escamosas que se encuentran en el cuello uterino.

El cuello uterino tiene una superficie lisa y brillante con un orificio cervical pequeño y redondeado en las nulíparas y como la boca de un pez en las que ya han dado a luz por parto vaginal.
Bajo el microscopio, el epitelio que reviste al cuello uterino es un epitelio escamoso y no queratinizante (sin queratina). Desde la lámina basal hasta la capa más externa de células del epitelio cervical se nota una creciente maduración celular.

## Partes del cérvix

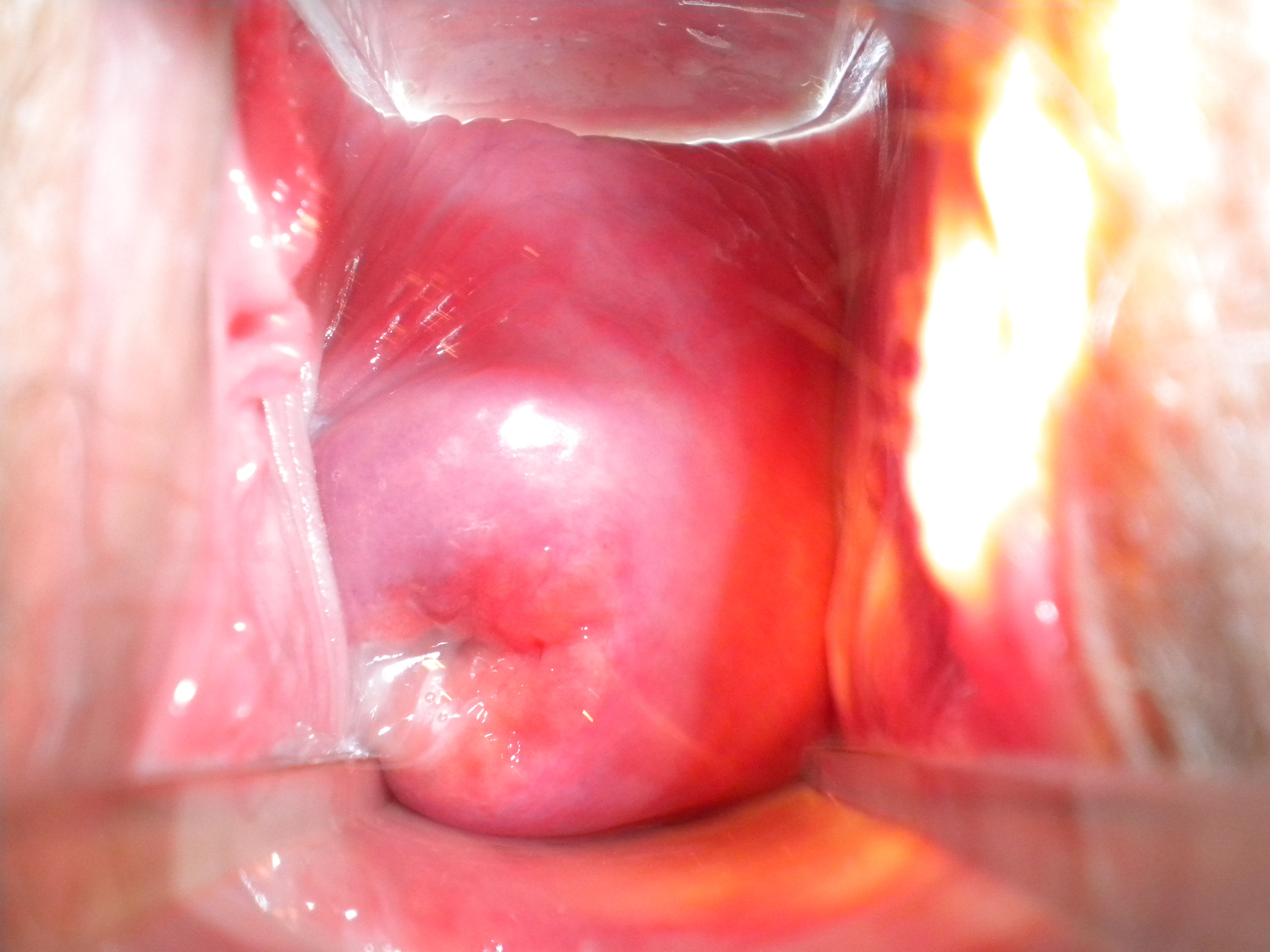
Cuello uterino y orifico cervical externo visible

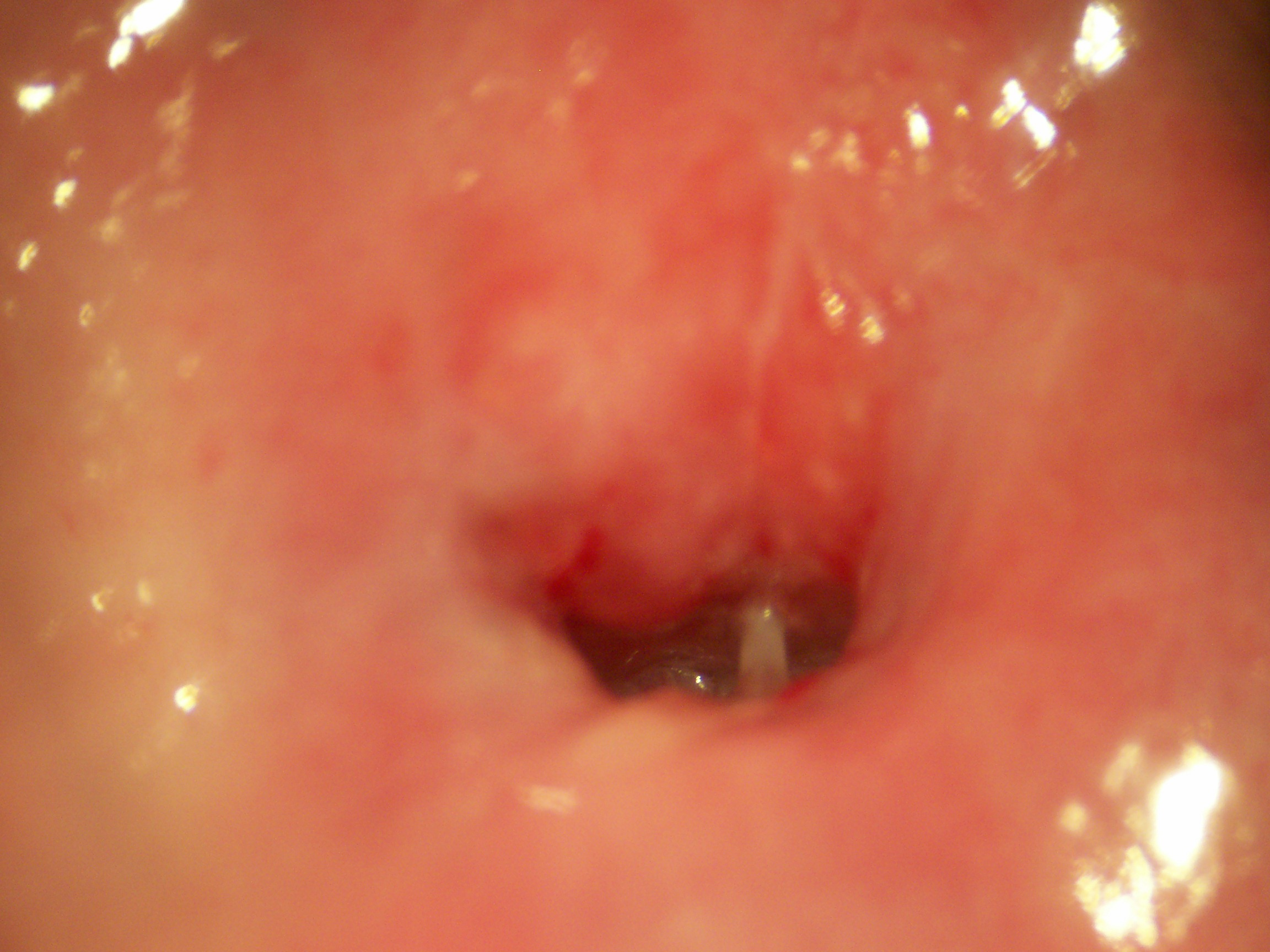
Orifico cervical externo y canal endocervical por colposcopia.

Exocérvix o ectocérvixEs un epitelio escamoso estratificado no queratinizado que recubre la parte intravaginal del cuello uterino; éste es visible en el examen con espéculo. Es la parte que se ve más fácilmente del cuello uterino a través de la vagina en una colposcopia. Está rodeado por los fondos de saco vaginales. Está recubierto por un epitelio escamoso estratificado rosado, de múltiples capas celulares. Las capas celulares intermedia y superficial del epitelio escamoso contienen glucógeno.
EndocérvixEs un epitelio cilíndrico simple con glándulas cervicales que producen moco, también recubre el canal cervical.  No es visible en gran parte, porque se encuentra en el centro del cérvix formando el canal endocervical que une el orificio cervical externo (OCE) con la cavidad uterina. Está recubierto por un epitelio cilíndrico rojizo de una única capa celular.
Orificio cervical externoEs el que comunica el canal cervical del cuello uterino con el orificio cervical interno. Varía de acuerdo al número de partos, encontrándose en la nulípara en forma de una abertura circular de poco diámetro, en la multípara el aspecto cambia a causa de los desgarros del parto, adquiriendo el aspecto de hendidura transversal y estrellada en casos de desgarros oblicuos, que deforman la arquitectura del cérvix trayendo como consecuencia el ectropión o eversión del epitelio endocervical.
Canal endocervicalSe extiende desde el orificio cervical externo hasta el orificio cervical interno (OCI), mide unos 6 mm de diámetro, está revestido en todo su trayecto del epitelio endocervical cilíndrico simple secretor de mucus, lo que le permite estar ocluido totalmente en su luz por el moco cervical, constituyendo el llamado tapón mucoso endocervical, que impide que los gérmenes procedentes de la vulva, vagina y exocérvix asciendan a los genitales internos, este tapón se expulsa al comenzar la fase de pródromos de parto o el inicio del trabajo de parto, en forma de flemas o flemas con sangre.
Los espermatozoides deben de pasar por el canal endocervical del cuello uterino, donde van a encontrar una malla mucosa que actúa como filtro. Los gametos masculinos  más móviles serán capaces de pasarla, capacitados por efecto del moco cervical.
Los componentes de la malla están presentes durante todas las fases del ciclo menstrual. Sin embargo, durante la fase fértil se altera la composición y la distribución de los componentes de forma que dejan pasar a los espermatozoides. Se puede definir como un tapón mecánico que cierra el canal del cuello uterino durante la mayor parte del ciclo. El objetivo es evitar que entren espermatozoides, pero también tienen un componente defensivo, ya que impide la entrada de microorganismos.
Orificio cervical internoNo se observa a simple vista, se necesita hacer ecografía transvaginal para evidenciarlo. Suele medir no más 10 mm, delimita el canal endocervical con el útero, a nivel de una estructura conocida como istmo, durante el embarazo normal actúa como un esfínter, que al fallar ocasiona una incompetencia cervical con borramiento y dilatación subsiguiente del cérvix, provocando aborto tardío y el nacimiento pretérmino.
Unión escamoso-cilíndricaTambién unión escamo-columnar, exoendo-cervical, cilindro-epidermoide: Es la unión del epitelio cilíndrico con el epitelio escamoso y se suele localizar generalmente en el orificio cervical externo, pero varía según la edad, el momento del ciclo menstrual y otros factores como el embarazo y el uso de anticonceptivos orales.: Esta área también es llamada zona de transformación es donde se superponen el epitelio escamoso y cilíndrico. De la misma forma es el punto de transición en el que el epitelio se vuelve completamente escamoso estratificado, es asentamiento de frecuentes enfermedades como el cáncer de cuello uterino.

## Patologías del cuello uterino

### Cervicitis
La cervicitis es una inflamación del cuello uterino, de manera aguda o crónica, en su gran mayoría acompañada de infecciones microbianas de patógenos como los gonococos, Chlamydia, Trichomonas vaginalis (un parásito), Candida o Micoplasma; o bien por organismos saprófitos vaginales como los estreptococos, Enterococcus y estafilococos. La cervicitis aguda es una presentación común del puerperio.

### Tumores benignos
Principalmente pólipos endocervicales de tejido conjuntivo, variedad cilíndrico monoestratificado, que se origina a partir de hiperplasia de las glándulas endocervicales, situadas en el endocervix y en el canal endocervical, de gran similitud histológica con las encontradas en el endometrio.

### Neoplasia interepitelial cervical
Aunque no son células cancerígenas, las neoplasias cervicales intraepiteliales son consideradas displasias con tendencia a la malignidad, en especial en sus estadios tardíos. Están fuertemente asociados al virus del papiloma humano.